# Forum of Mathematics
Forum of Mathematics, Pi et Forum of Mathematics, Sigma sont deux revues mathématiques à comité de lecture en  libre accès, publiées sous licence creative commons par Cambridge University Press,.

## Description
Forum of Mathematics, Pi publie des articles qui se veulent d'intérêt pour un large public de mathématiciens, alors que Forum of Mathematics, Sigma est destiné à des articles plus spécialisés, avec des groupes d'éditeurs dans différents domaines des mathématiques,. Les thèmes pris en charge par les divers éditeurs sont :
- Algèbre
- Analyse et analyse appliquée
- Dynamique
- Fondements des mathématiques
- Géométrie algébrique et complexe
- Géométrie différentielle et analyse géométrique
- Informatique théorique
- Mathématiques discrètes
- Mathématiques computationnelles
- Physique mathématique
- Probabilité
- Théorie des nombres
- Topologie

Le rédacteur en chef fondateur est Robion Kirby. Son successeur est Robert Guralnick, qui est le rédacteur en chef des deux revues,.

## Résumé et indexation
Les deux revues sont résumées et indexées dans Science Citation Index Expanded,, MathSciNet,,Scopus, et Zentralblatt MATH,.